# Jacqueline Alduy
Jacqueline Alduy (20 de març del 1924 - 15 de març del 2016) fou una política francesa i nord-catalana, senadora i batllessa dels Banys i Palaldà durant 42 anys que era també agent immobiliària.

## Biografia
Fou batllessa dels Banys i Palaldà des d'abril del 1959 a març del 2001 (del 1995, i encara el 2000, en representació de l'UDF-FD), i Consellera General del 1967 al 2001. Als Banys hi tenia una agència immobiliària de la qual era gerenta.
El seu pas pel Senat francès fou força breu, del 23 d'octubre del 1982, quan reemplaçà Léon-Jean Grégory fins a la fi de la legislatura, l'octubre del 1983. Durant aquest període, no estigué afiliada a cap grup parlamentari, i formà part de la comissió d'afers culturals; co-signà un projecte de llei per a les reparacions a francesos desposseïts de propietats en independitzar-se les antigues colònies, i feu set apel·lacions parlamentàries, tres de les quals de temes turístics. No es presentà a la reelecció, sinó que ho feu el seu marit, Paul Alduy, que guanyà l'escó i el retingué fins al 1991.
Va ser la primera esposa del diputat, senador i batlle de Perpinyà de 1959 a 1993 Paul Alduy, amb qui va tenir dos fills, Catherine i Jean-Paul Alduy. Aquest darrer, a més de senador, també, fou batlle de Perpinyà del 1993 al 2009.